# Rathcormac
Rathcormac (en irlandais : Ráth Chormaic, « ringfort de Cormac ») est une petite ville du nord du comté de Cork, en Irlande.
Auparavant située sur la route principale de Cork à Dublin (la N8), elle a été contournée en 2006 par la M8. L'ancienne N8 traversant la rue principale de la commune est aujourd'hui la route régionale R639. Rathcormac est situé dans la région de Blackwater Valley et fait partie de la circonscription de Cork East Dáil.

## Histoire
Le massacre de Rathcormac (en) a eu lieu à Bartlemy Cross au sud-est de Rathcormac le 18 décembre 1834, pendant la guerre de la dîme.
Carntierna, un site royal de l'âge du fer, est situé au nord.

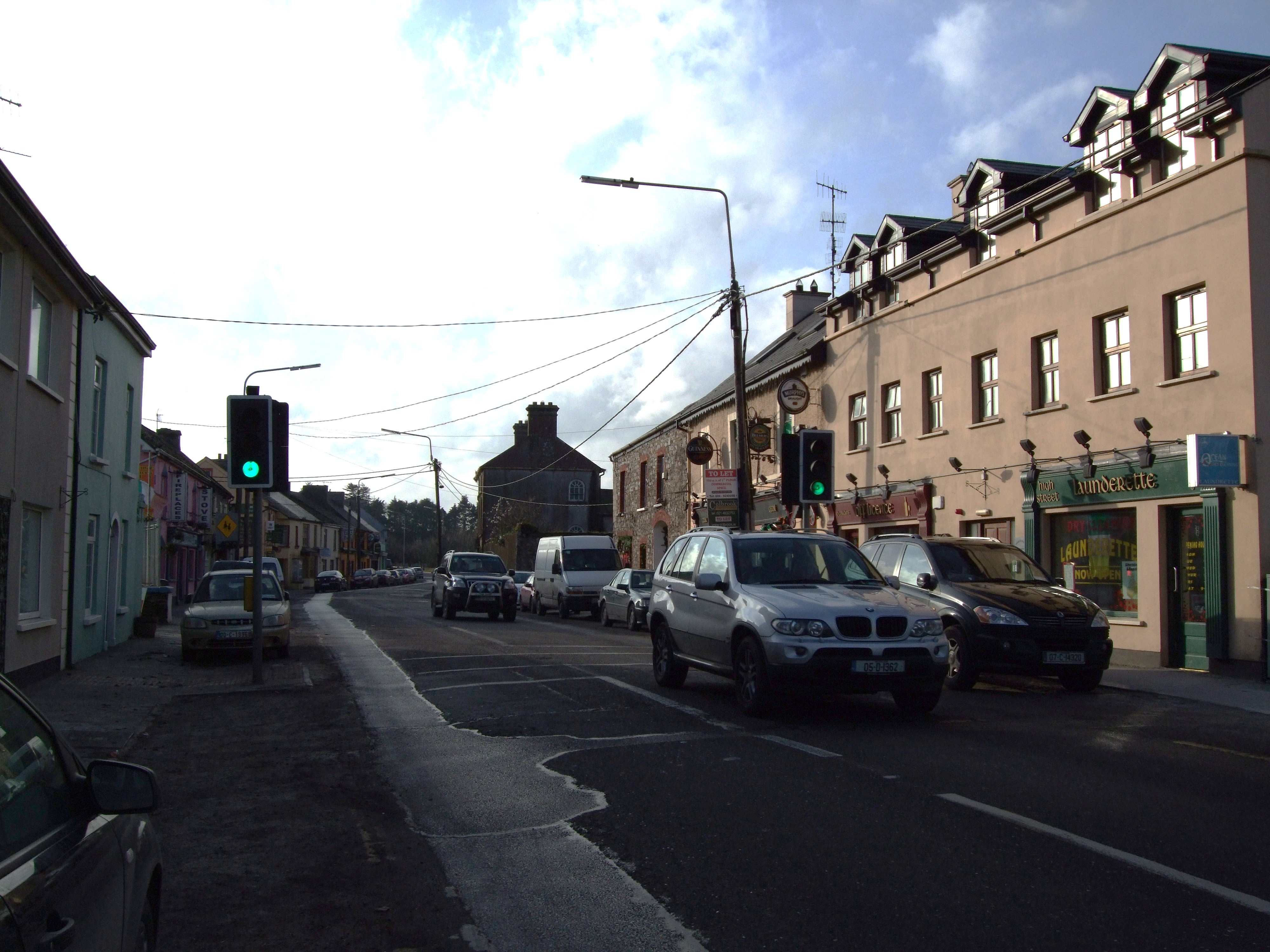
Rue Principale

## Personnalité liée à la ville
En 1842, l'architecte fénien et australien Joseph Nunan est né ici.